# Hypanthidium
Hypanthidium is een geslacht van vliesvleugelige insecten van de familie Megachilidae.

## Soorten
- H. beniense Cockerell, 1927
- H. buchwaldi (Friese, 1904)
- H. cacerense Urban, 1997
- H. costaricense (Friese, 1917)
- H. dentiventre (Friese, 1904)
- H. divaricatum (Smith, 1854)
- H. dressleri Urban, 1997
- H. duckei Urban, 1997
- H. ecuadorium (Friese, 1904)
- H. fabricianum Moure, 1960
- H. foveolatum (Alfken, 1930)
- H. magdalenae Urban, 1997
- H. maranhense Urban, 1997
- H. melanopterum Cockerell, 1917
- H. mexicanum (Cresson, 1878)
- H. nigritulum Urban, 1997
- H. obscurius Schrottky, 1908
- H. taboganum Cockerell, 1917
- H. tuberigaster (Urban, 1994)
- H. yucatanicum Cockerell, 1931